# シャアトネズ
シャアトネズ（ヘブライ語：שעטנז）は、ヘブライ語で「混紡」のことで、ユダヤ教における禁忌の一つである。羊毛と亜麻を織りまぜて作られた服を着てはならないとされる。聖書のレビ記19章19節、申命記22章が根拠である。
『（中略）麻と毛を交へたる衣服（ころも）を身につくべからず』レビ記19章19節
『汝（なんぢ）毛と麻をまじへたる衣服を著（き）るべからず』申命記22章11節